# Hovshaga naturreservat
Hovshaga är ett naturreservat belägen nordväst om tätorten Växjö invid Helgasjön i Växjö kommun i Småland i Kronobergs län.
Reservatet är 142 hektar stort och skyddat sedan 2019. Det omfattar skog och odlingslandskap.